# 天福寺 (高松市)
天福寺（てんぷくじ）は、香川県高松市香南町にある真言宗御室派の寺院。本尊は薬師如来。四国三十六不動霊場第32番の札所になっている。
- 御詠歌：みほとけの 利剣と索に　あまたらす　不動の光の　波たつらしも

## 概要
天平年間（729年 - 766年）に行基が諸国行脚の際に当地を訪れ、由佐の音谷を仏法相応の霊地と感得して薬師如来像を刻み、一堂を建てて安置し、美應山宝勝院清性寺としたのが始まりで、その後、空海が四国巡錫の折に、この寺に来遊して真言宗の道場とした。そして、これを信仰した四条天皇は讃岐国司の橘公忠に命じて、音谷清性寺を現在の地に移して天福寺と改号した。

## 伽藍
- 女坂33段・男坂42段・薬師坂61段

本堂エリア
- 仁王門：石の仁王像が立つ
- 本堂
- 閻魔堂
- 山王堂
- 鐘楼堂

本坊エリア
- 黒門
- 護摩堂：四国三十六不動尊霊場の札所の堂。不動明王半跏像。
- 庫裡

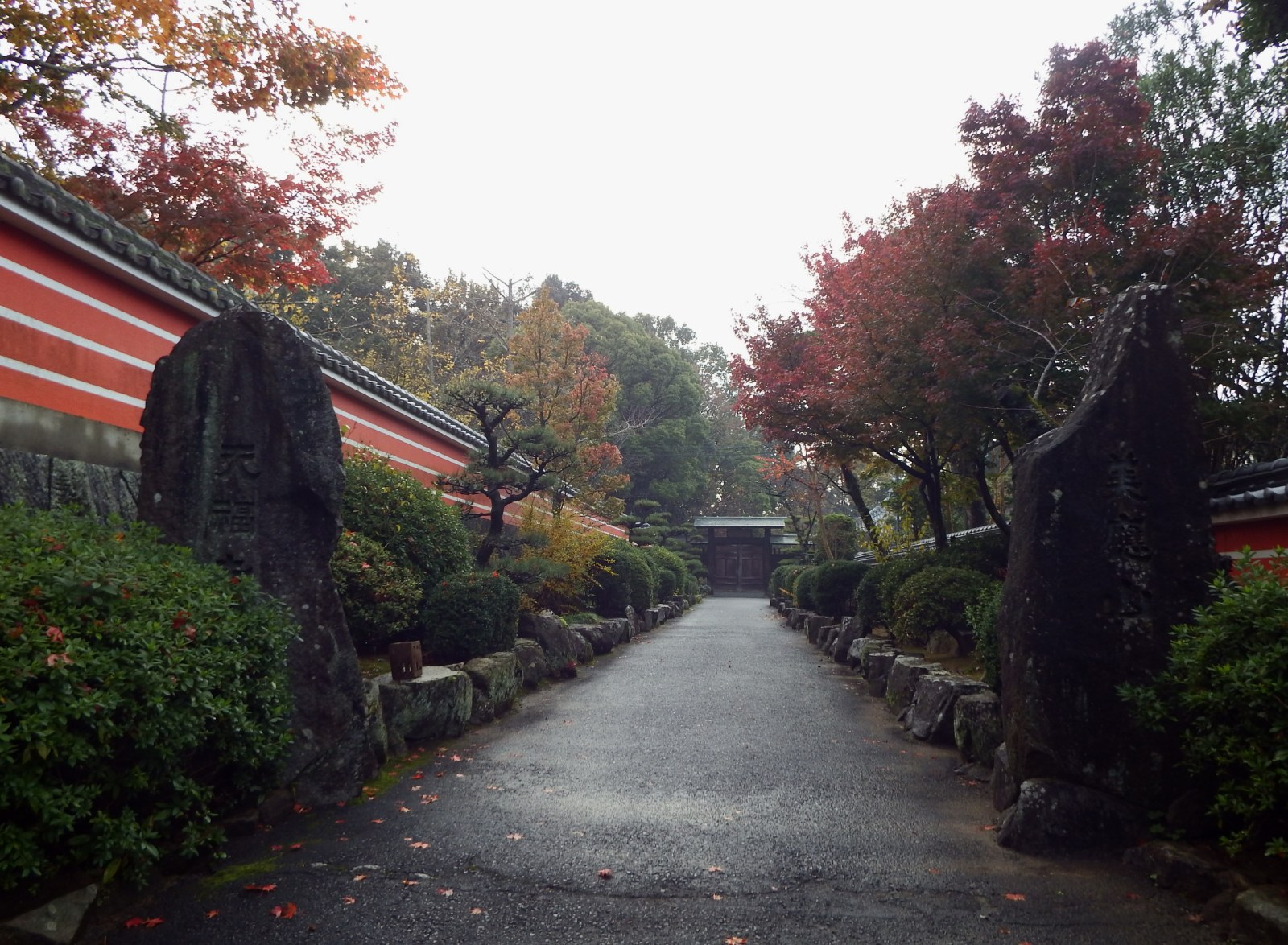
黒門
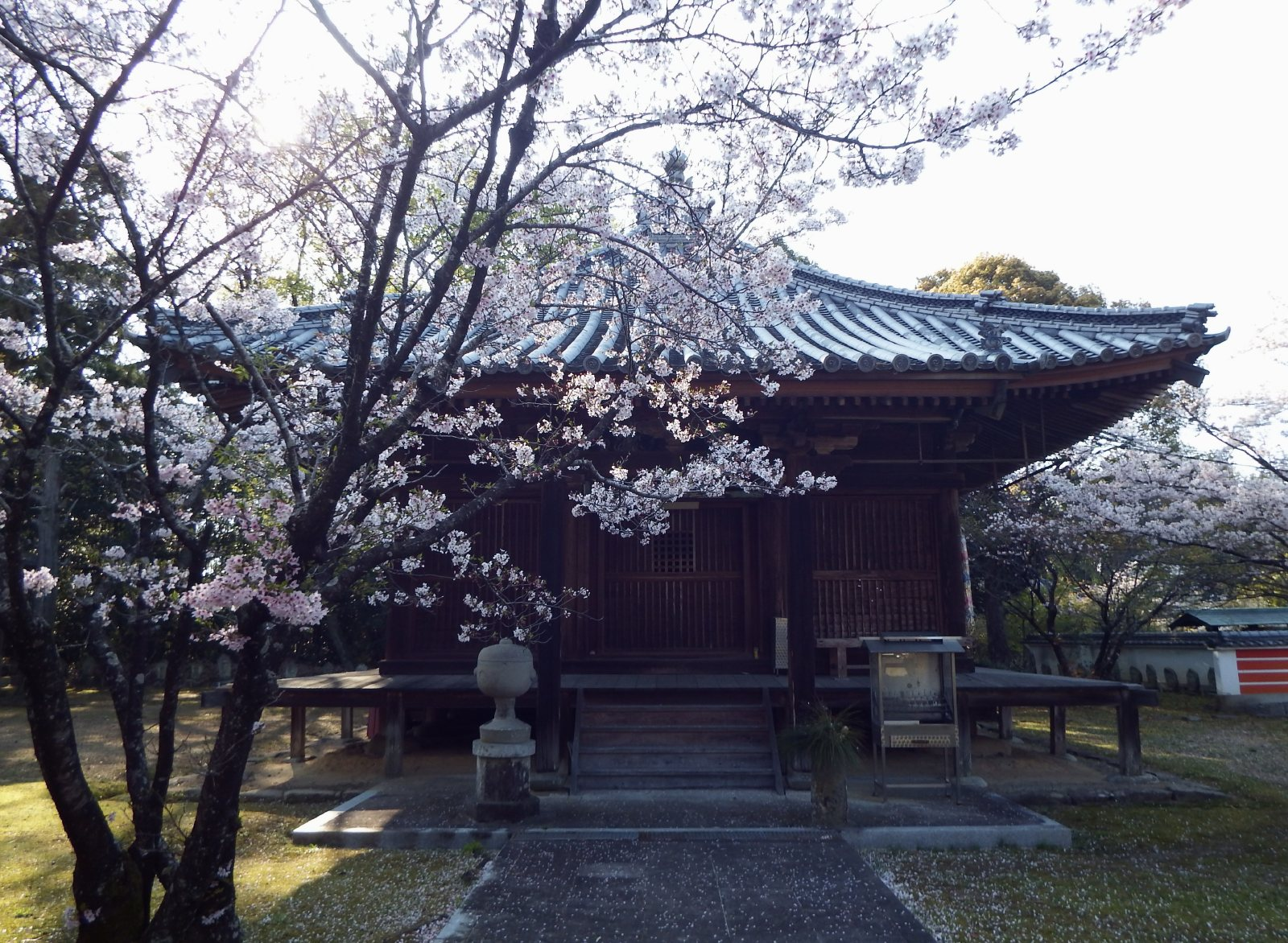
本堂
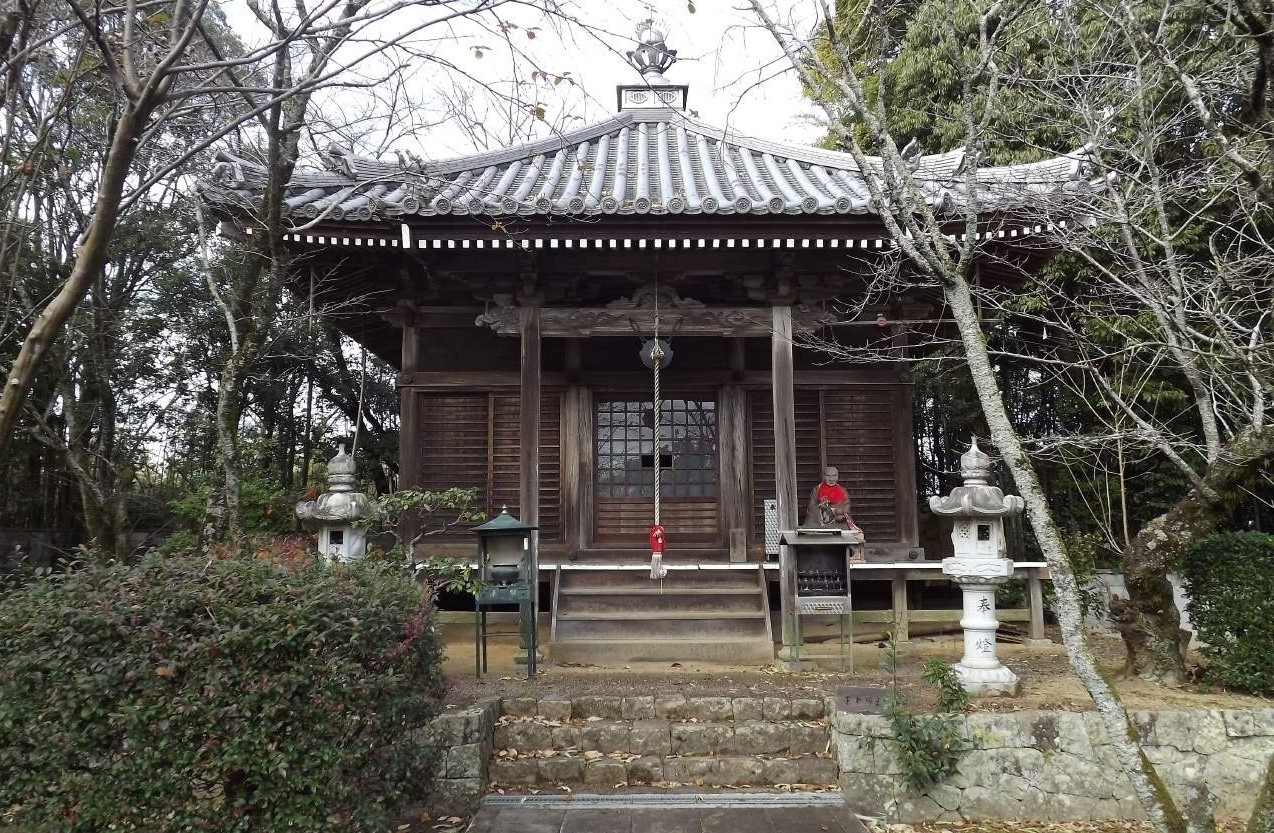
護摩堂
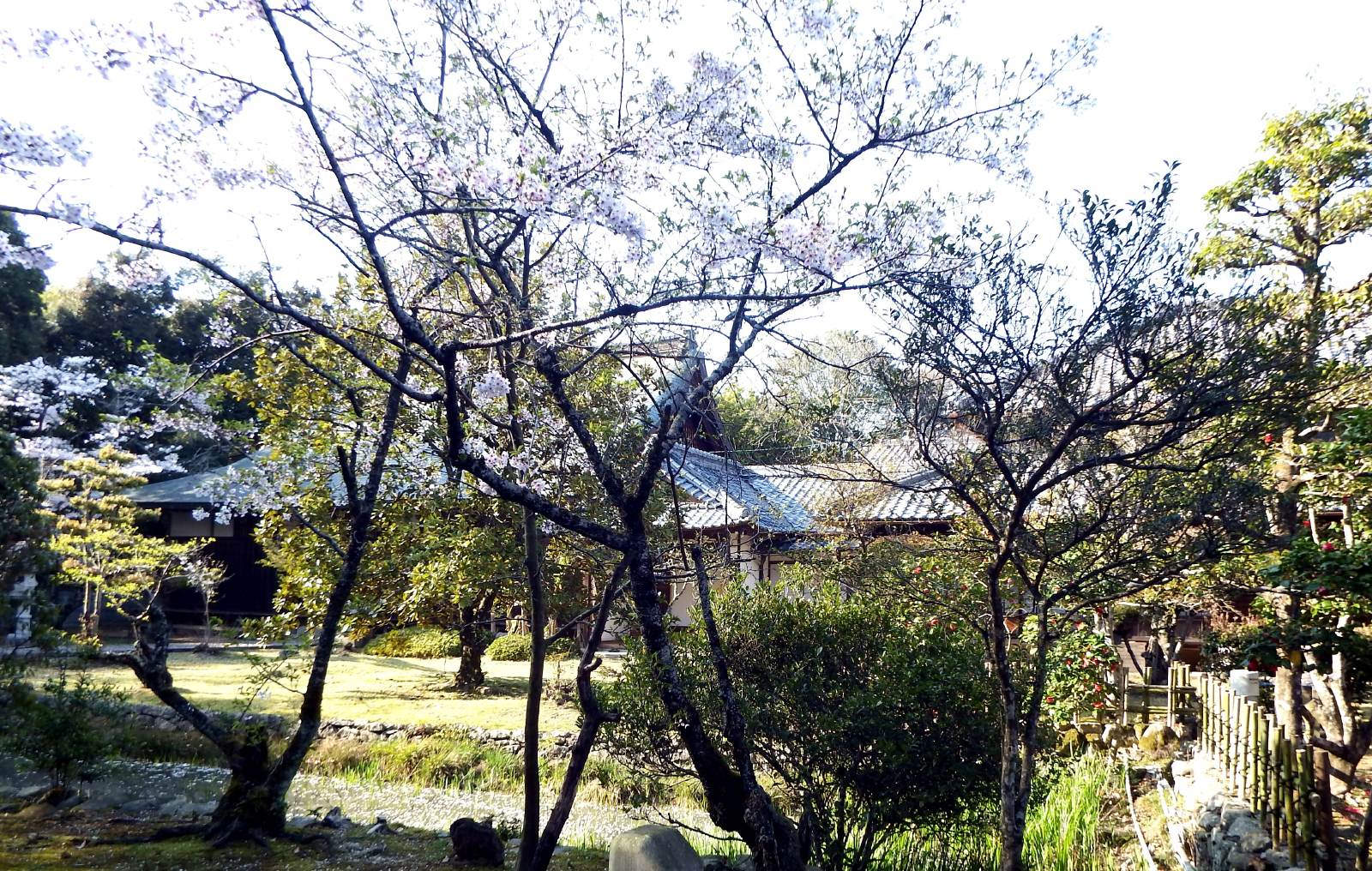
本坊

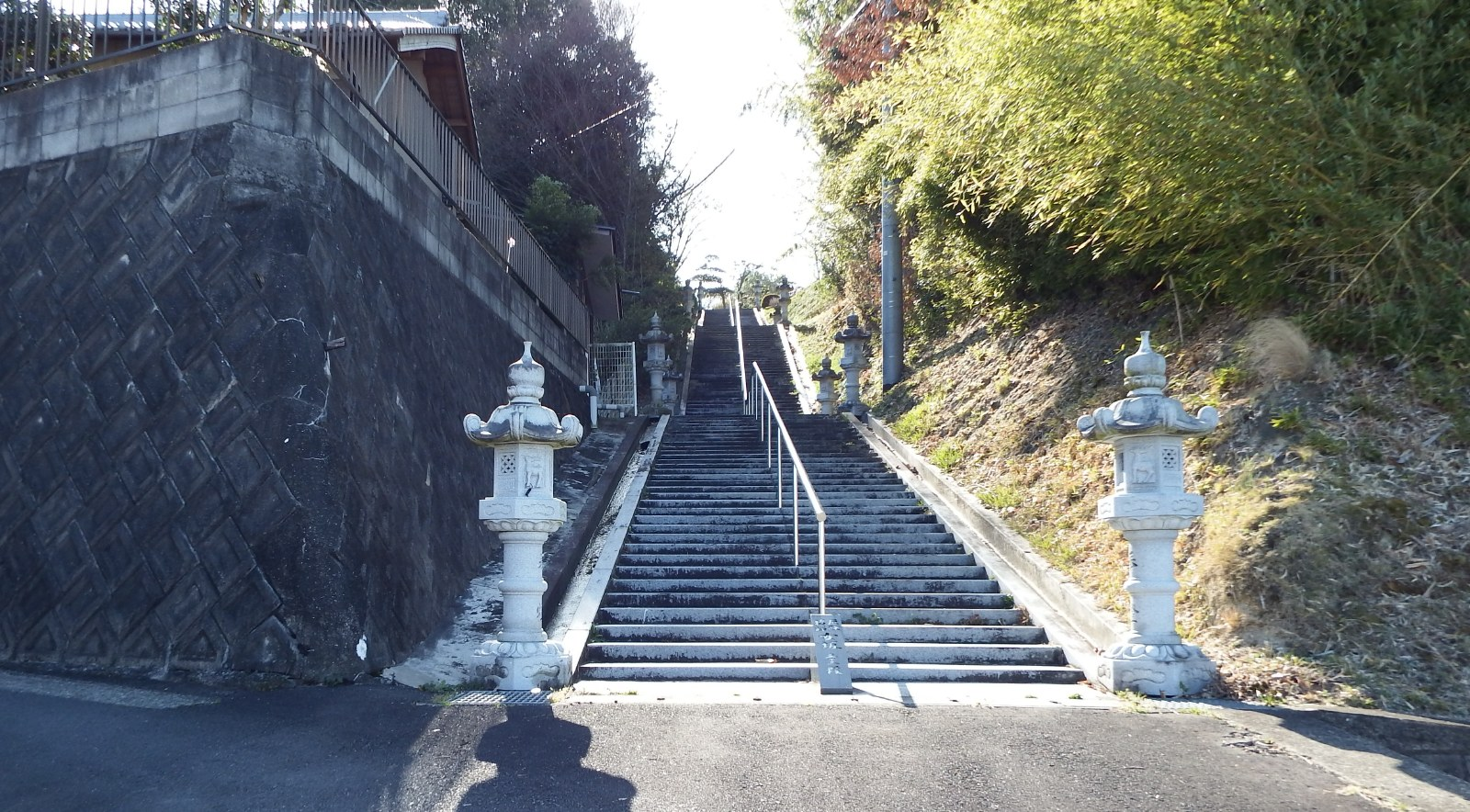
天福寺への石段

道路脇のバスも停まれる駐車場より女坂男坂薬師坂を上がると本堂エリア前に着き仁王門を入ると正面に本堂がある。不動霊場の参拝者は両エリアの間の通路を進んで黒門を入り進むと右手に護摩堂があり参拝する。納経は護摩堂に向って右の堂とそれに続く右の建物で、ブザーを押して待つ。なお北からの車道を上がると黒門への通路前に着きトイレの横に駐車する。

## 交通アクセス
鉄道
- 高松琴平電鉄・琴平線・岡本駅より約7.5 km

## 前後の札所
四国三十六不動霊場
31番 海岸寺 --(40km)-- 32番 天福寺 --(16km)-- 33番 浄土寺